# Bombardier Challenger 600
Seri Bombardier Challenger 600 là một dòng máy bay thương mại phản lực. Nó được sản xuất đầu tiên bởi hãng Canadair và sau năm 1986 thì Canadair trở thành một chi nhánh của Bombardier Aerospace.

## Biến thể

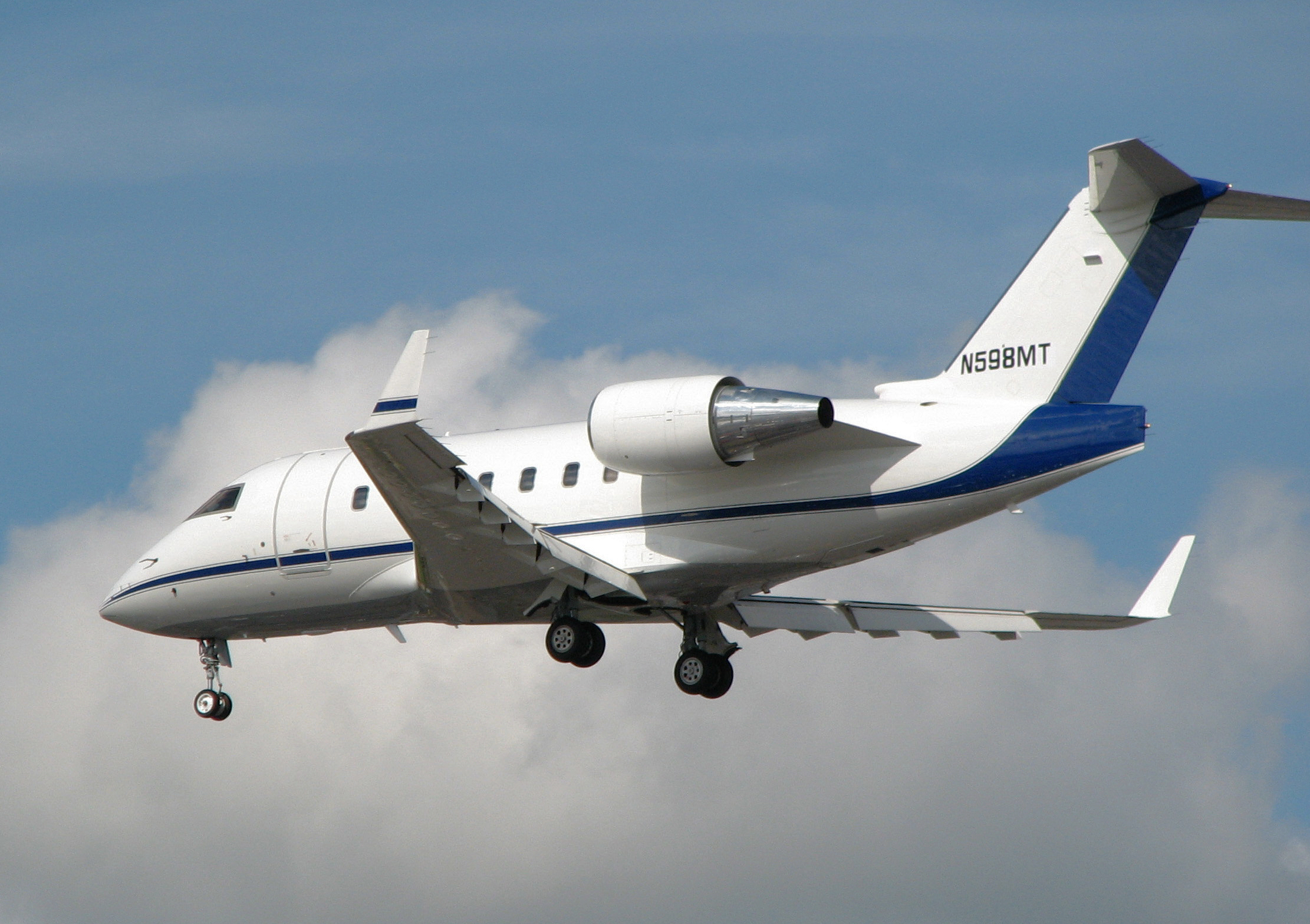
Challenger 604

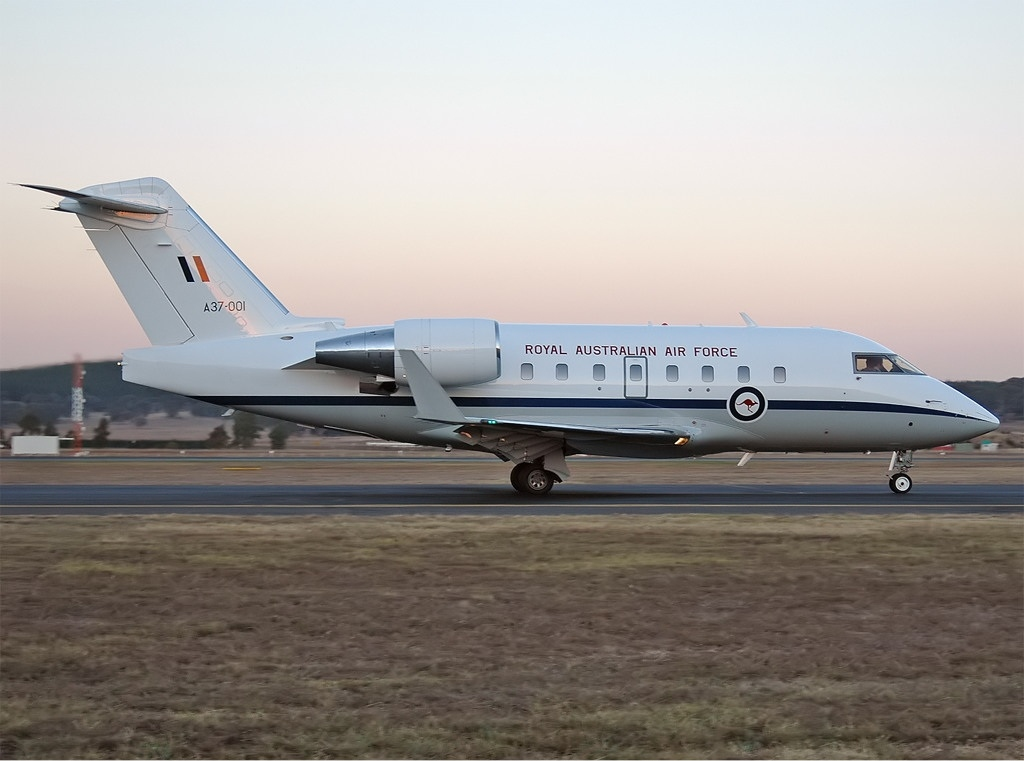
Challenger 604 thuộc RAAF

### CL-600
- CL-600
  - CL-600S:

### CL-601
- CL-601-1A
  - CL-601-1A/ER:
- CL-601-3A: 
  - CL-601-3A/ER: l
- CL-601-3R:

### CL-604
- CL-604:

- CL-604 Multi-Mission Aircraft:

### CL-605

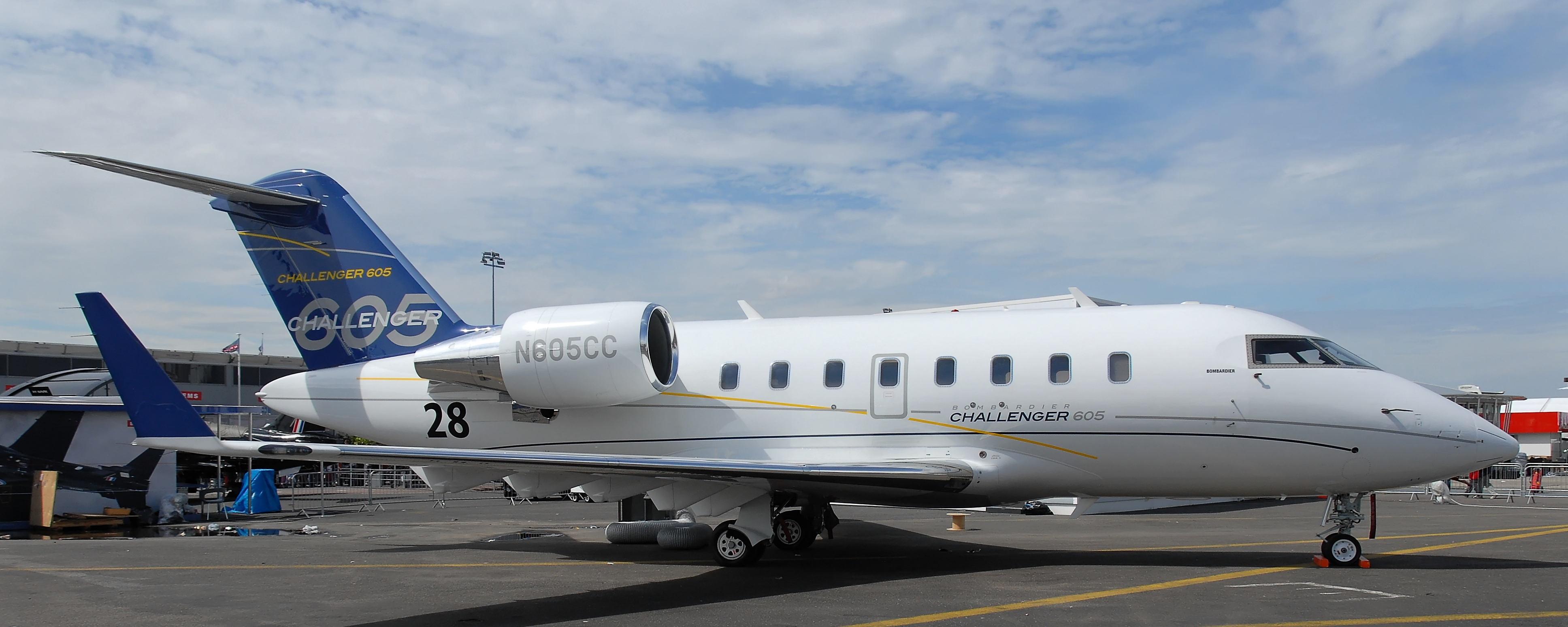
Bombardier Challenger 605 tại Triển lãm hàng không Paris 2007

- CL-605:

## Quốc gia sử dụng

### Quân sự
Úc
- Không quân Hoàng gia Úc

 Canada
- Không quân Hoàng gia Canada:

 Trung Quốc

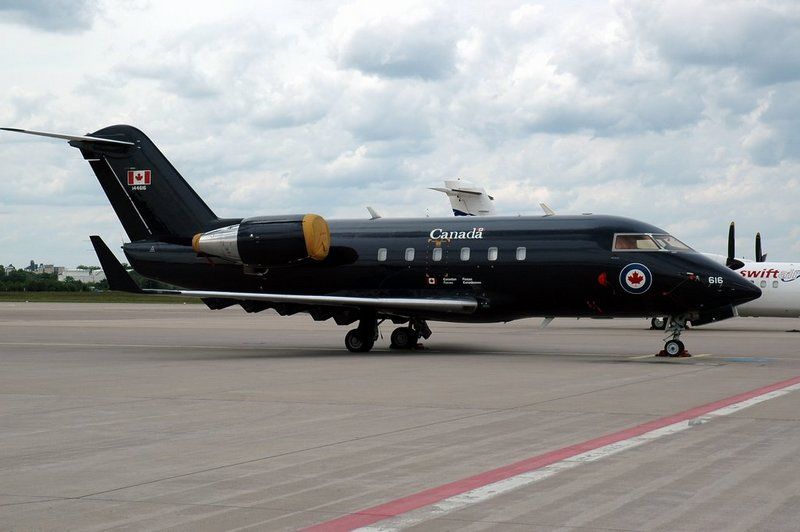
Challenger 601 dùng làm chuyên cơ cho Toàn quyền, quan chức chính phủ, bang và thủ tướng Canada, với tên định danh CC-144 Challenger.

- Không quân quân giải phóng nhân dân

 Croatia
- Không quân Croatia

 Cộng hòa Séc
- Không quân Séc

 Đan Mạch
- Không quân Hoàng gia Đan Mạch

 Đức
- Không quân Đức

 Hàn Quốc
- Cảnh sát biển Hàn Quốc[1]

 Hoa Kỳ
- Không quân Hoa Kỳ
- Bảo vệ Bờ biển Hoa Kỳ[2]

### Dân sự
Canada
- Air Tindi
- Morningstar Partners Ltd.:

 Cộng hòa Séc
- Chính phủ Cộng hòa Séc

 Croatia
- Chính phủ Croatia

 Hồng Kông
- Government Flying Service:

 Jordan
- Chính phủ Jordan

 Malaysia
- Hornbill Skyways

 Thụy Sĩ
- VistaJet Holding SA
- Nomad Aviation
- Cứu hộ trên không Rega

 Qatar
- Qatar Executive
- Turkmenistan Airlines

## Tính năng kỹ chiến thuật (CL-601-3A)
Dữ liệu lấy từ 
Đặc điểm tổng quát
- Tổ lái: 2
- Sức chuyên chở: Lên tới 19 hành khách, phụ thuộc cấu hình
- Chiều dài: 20,85 m (68 ft 5 in)
- Sải cánh: 19,61 m (64 ft 4 in)
- Chiều cao: 6,30 m (20 ft 8 in)
- Diện tích cánh: 48,3 m² (520 ft²)
- Trọng lượng rỗng: 9.292 kg (20.485 lb)
- Trọng lượng có tải: 19.618 kg (43.250 lb)
- Trọng tải có ích: 1.814 kg (4.000 lb)
- Trọng lượng cất cánh tối đa: 19.550 kg (43.100 lb)
- Động cơ: 2 × General Electric CF34-3A kiểu turbofan, 40,7 kN (9.140 lbf) mỗi chiếc

 Hiệu suất bay 
- Vận tốc cực đại: 882 km/h (476 knot, 548 mph)
- Vận tốc hành trình: 851 km/h, (459 knot, 529 mph)
- Tầm bay: 6.236 km (3.366 nm, 3.875 mi)
- Trần bay: 12.500 m (41.000 ft)
- Vận tốc leo cao: 1.355 m/phút (4.450 ft/phút)